# CSRP2
CSRP2 (англ. Cysteine and glycine rich protein 2) – білок, який кодується однойменним геном, розташованим у людей на короткому плечі 12-ї хромосоми. Довжина поліпептидного ланцюга білка становить 193 амінокислот, а молекулярна маса — 20 954.
| 10         |  | 20         |  | 30         |  | 40         |  | 50         |
| ---------- |  | ---------- |  | ---------- |  | ---------- |  | ---------- |
| MPVWGGGNKC |  | GACGRTVYHA |  | EEVQCDGRSF |  | HRCCFLCMVC |  | RKNLDSTTVA |
| IHDEEIYCKS |  | CYGKKYGPKG |  | YGYGQGAGTL |  | NMDRGERLGI |  | KPESVQPHRP |
| TTNPNTSKFA |  | QKYGGAEKCS |  | RCGDSVYAAE |  | KIIGAGKPWH |  | KNCFRCAKCG |
| KSLESTTLTE |  | KEGEIYCKGC |  | YAKNFGPKGF |  | GYGQGAGALV |  | HAQ        |

A: Аланін

C: Цистеїн

D: Аспарагінова кислота

E: Глутамінова кислота

F: Фенілаланін

G: Гліцин

H: Гістидин

I: Ізолейцин

K: Лізин

L: Лейцин

M: Метіонін

N: Аспарагін

P: Пролін

Q: Глутамін

R: Аргінін

S: Серин

T: Треонін

V: Валін

W: Триптофан

Кодований геном білок за функцією належить до білків розвитку. 
Задіяний у таких біологічних процесах, як диференціація клітин, ацетилювання. 
Білок має сайт для зв'язування з іонами металів, іоном цинку. 
Локалізований у ядрі.